# Europaboulevard

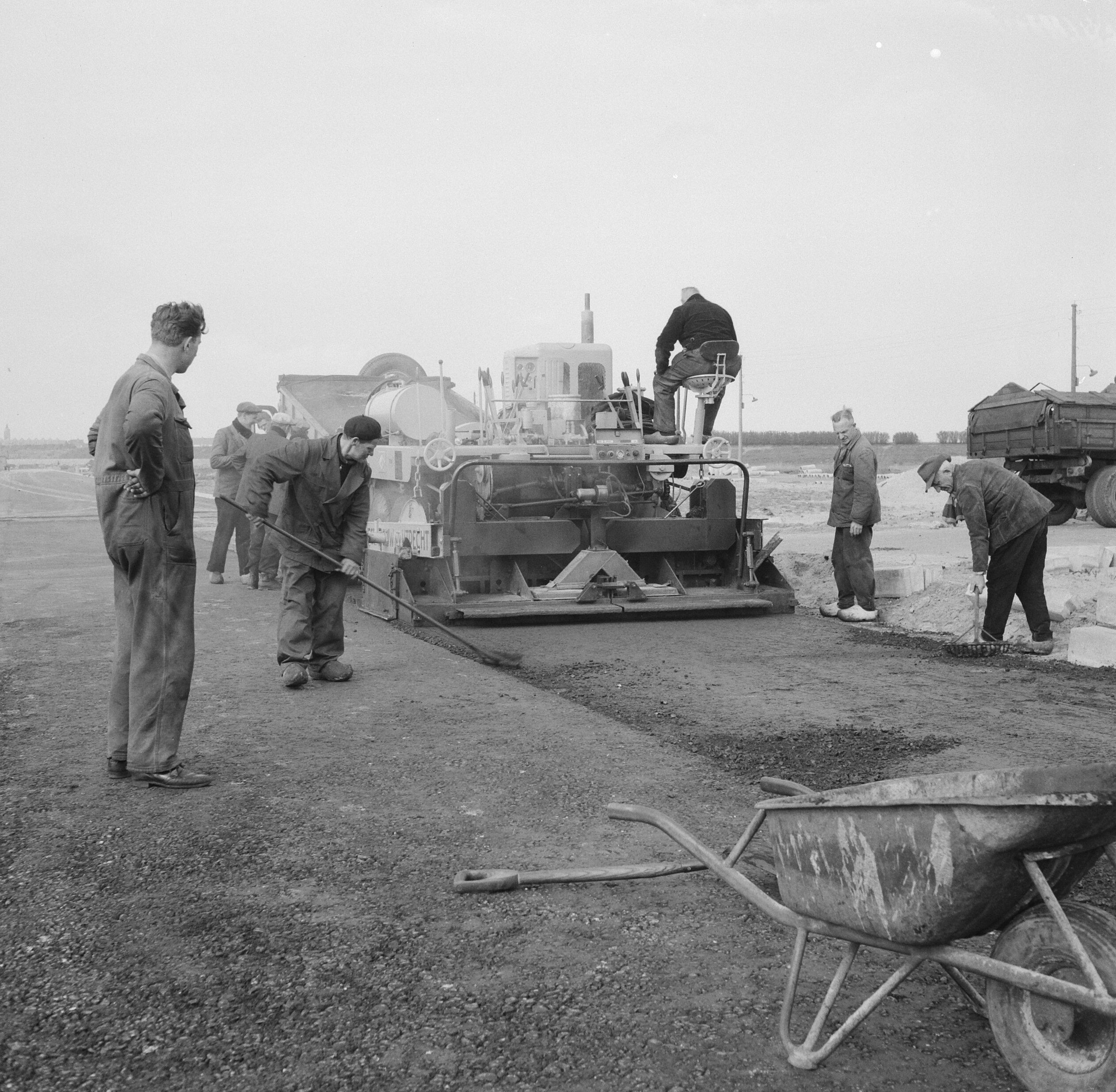
Aanleg in 1961

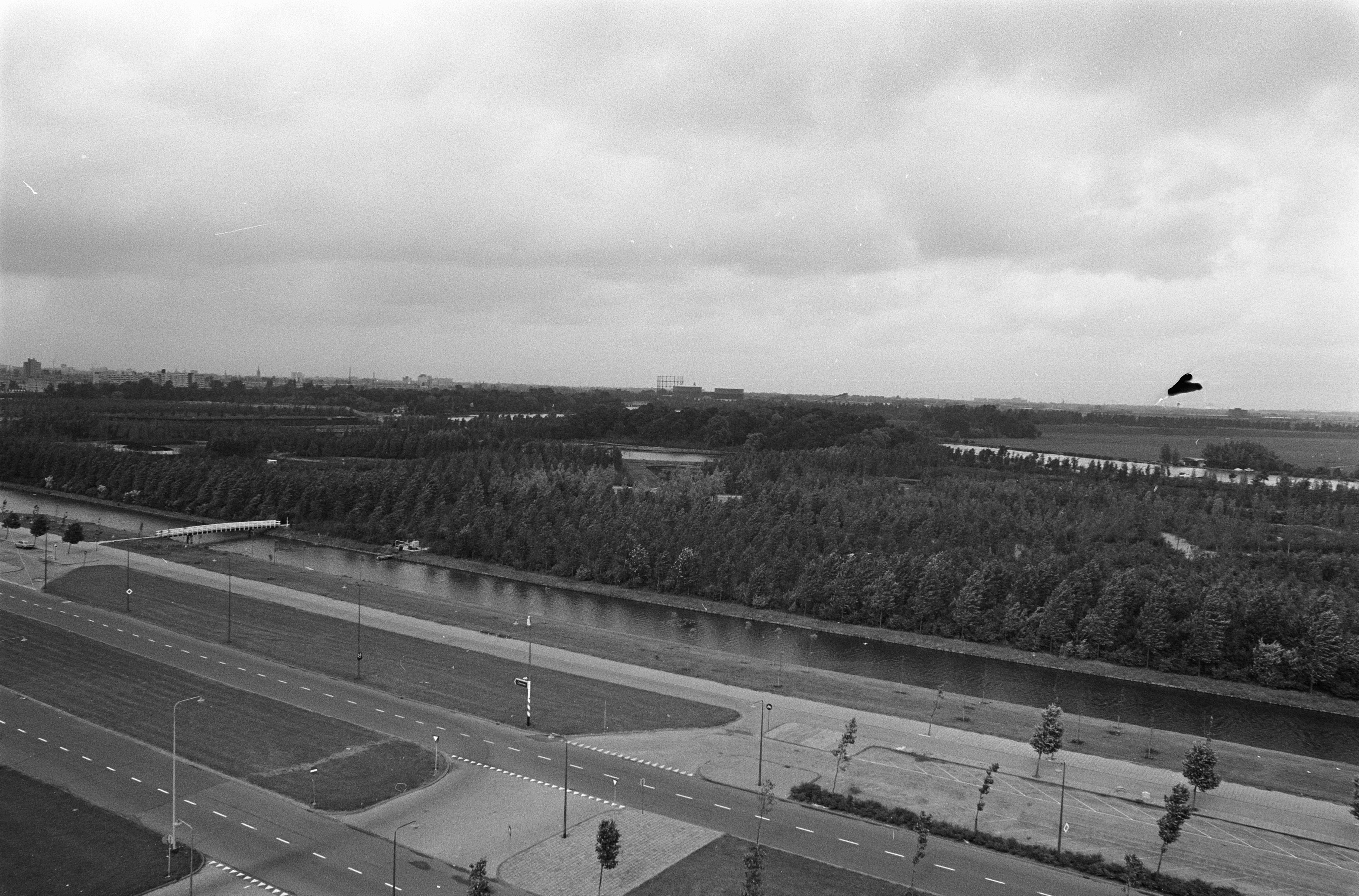
Europaboulvard in 1970, Amstelpark wordt Floriade 1972, op achtergrond gashouder Oostergasfabriek

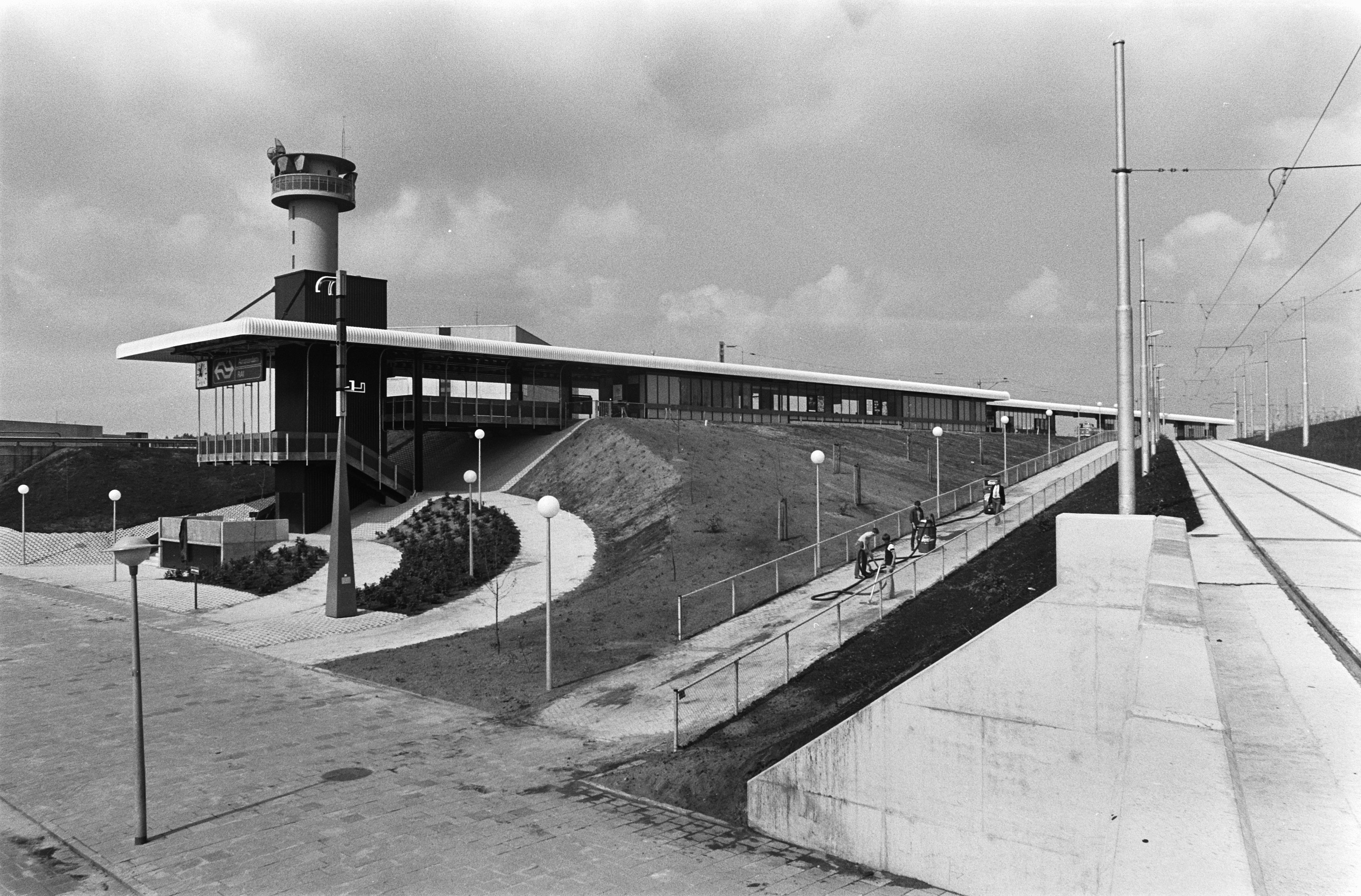
Station Amsterdam RAI gezien vanaf de Europaboulevard, bij de opening in mei 1981.

De Europaboulevard is een straat in Buitenveldert in Amsterdam-Zuid. De Europaboulevard werd op 16 juli 1958 vernoemd naar het werelddeel Europa naar aanleiding van een resolutie van de Raadgevende Vergadering van de Raad van Europa 29 december 1957, waarbij iedere gemeente in Europa werd gevraagd een straat of plein hiernaar te vernoemen. Het deel dat in Buitenveldert loopt kreeg in 1961 zijn naam.

## Ligging en geschiedenis
Het eerste gedeelte maakte tot 1958 deel uit van het Westerscheldeplein.
De straat, onderdeel van de Stadsroute 109, begint aan de zuidkant van het Europaplein, daar waar ook de President Kennedylaan op het plein aansluit. De zuidpunt van de Europaboulevard wordt gevormd door een T-kruising met Ouborg en De Borcht tegen de grens met Amstelveen aan. De belangrijkste kruisingen van Europaboulevard zijn van noord naar zuid Ringweg Zuid (A10), de De Boelelaan, A.J. Ernststraat, Van Nijenrodeweg en bij de rotonde Van Boshuizenstraat.
Vanaf de Rijksweg 10 tot bijna het zuidpunt ligt ten oosten van de Europaboulevard het Amstelpark, waar in 1972, verbonden door het nog niet in gebruik zijnde zuidelijke Europaboulevardbrug met de RAI en het Beatrixpark, de Floriade 1972 werd gehouden.

## Bouwwerken
Vanaf het Europaplein tot aan de rijksweg is de Europaboulevard aan beide zijden bebouwd. Aan de oostkant met gebouwen waarin onder meer het ROC van Amsterdam is gevestigd. Aan de westkant staan de zuidelijke gebouwen van het RAI-complex met daar aan de zuidpunt sinds 2019 het hotel nhow Amsterdam RAI, aan de oostkant kwam in 2020 de Terrace Tower. Ten zuiden van de Rijksweg 10 heeft de straat slechts bebouwing aan een zijde; de bebouwing van de tuinstad Buitenveldert, gebouwd in de jaren zestig. Andere bouwwerken aan de Europaboulevard zijn het Station Amsterdam RAI, een vestiging van het voormalige Holiday Inn en het Novotel, het vroegere Alpha hotel.
Er zijn geen rijksmonumenten. Wel is er een gemeentelijk monument: een uit 1955 stammende bungalow, ontworpen door Marius Duintjer op huisnummer 55.
Een vanaf de straat niet zichtbaar bouwwerk is de tunnel van de Noord/Zuidlijn, gelegen onder een terrein tussen de Europaboulevard en de RAI-gebouwen.

### Toekomstig erotisch centrum

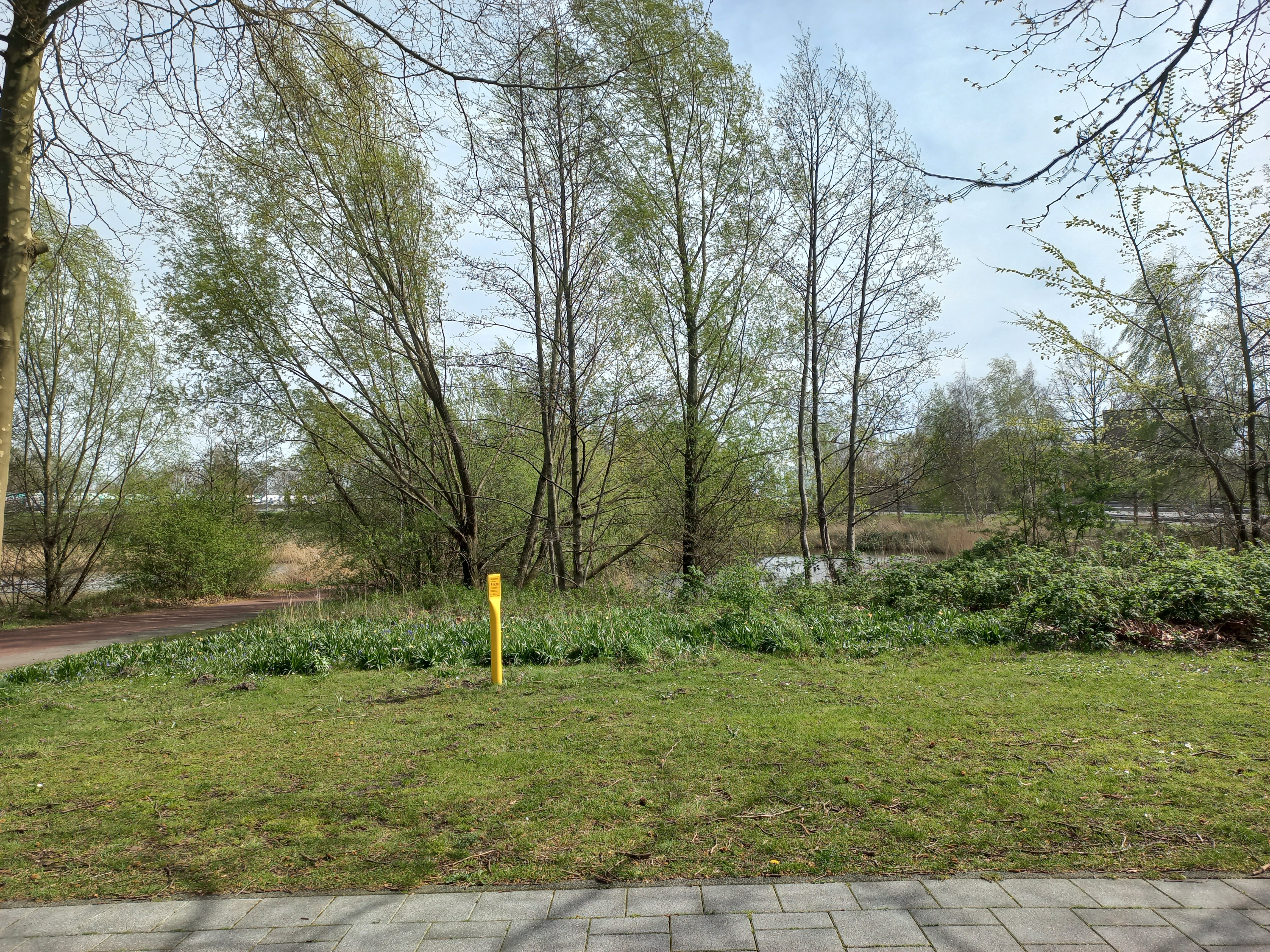
De oksel (april 2024)

De gemeente heeft plannen voor een nieuw gebouw met daarin een erotisch centrum aan deze boulevard. Dit zou een deel van de raamprostitutie in het Wallengebied moeten gaan vervangen. Op 18 december 2023 maakte burgemeester Femke Halsema bekend dat er voorkeur is voor een locatie aan de Europaboulevard, tussen station Amsterdam RAI, de A10-zuid en het Amstelpark. Vanwege de ligging in de afslag A10-Europaboulevard staat de plek bekend als De oksel".

## Openbaar vervoer
Sinds 31 mei 1981 rijdt tramlijn 4 vanaf het Europaplein tot aan Station RAI over de Europaboulevard. In 1988 kwam de verlenging tot de huidige keerlus ten zuiden van de Ringweg aan het Drentepark tot stand. Voordien lag het eindpunt op de dijk, waar sinds 1990 de halte van sneltram 51 en sinds 1997 van metrolijn 50 ligt. De tram werd destijds door de speciaal daarvoor aangelegde brug 800 over het voet/fietspad van de Europaboulevard geleid; het viaduct verdween direct na de verplaatsing van de eindhalte. Bus 62 rijdt over de gehele lengte van de straat. 

## Kunstwerken
Aan de boulevard zijn een zestal artistieke kunstwerken te zien:
- tegeltableau Flow van Olav Slingerland bij de kruising met het Europaplein
- De tijd in drie dimensies nabij Station Amsterdam RAI
- een staalplastiek van een onbekend kunstenaar voor huisnummer 23
- een staalplastiek van Eugène van Lamsweerde tegenover het Amstelpark
- een beeldengroep nabij de Van Boshuizenstraat van de hand van Alfred Eikelenboom

Een bijzonder object is de Rode brug, zowel een artistiek als bouwkundig kunstwerk
Andere bouwkundige kunstwerken zijn te vinden bij de kruising Europaboulevard en Rijksweg 10:
- Brug 856, een toegangsweg naar de RAI
- voet- en fietserstunnels Brug 867 brug 868, brug 869, brug 162P
- de viaducten genaamd Europaboulevardbrug; de ongelijkvloerse kruising met de A10 met daartussen nog de Europaboulevardspoorburg en –metrobrug;
- net ten zuiden van die kruising ligt de keerlus van tramlijn 4 boven het water; overlopend in restanten van brug 837.
- enkele duikers.

De Europaboulevard kent ook een Eekhoorntjesbrug.

## Afbeeldingen

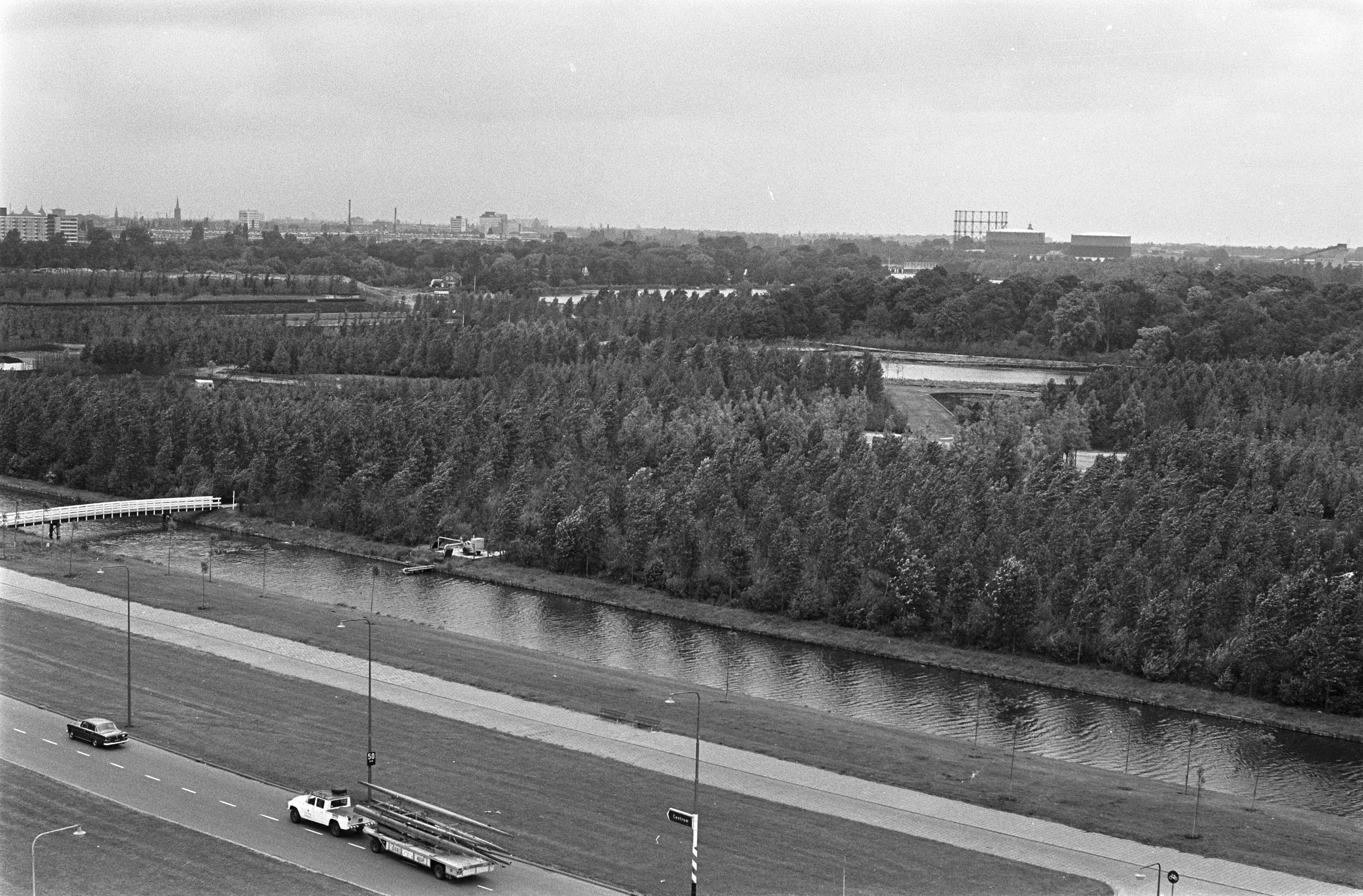
Europaboulevard en Amstelpark (juli 1970)
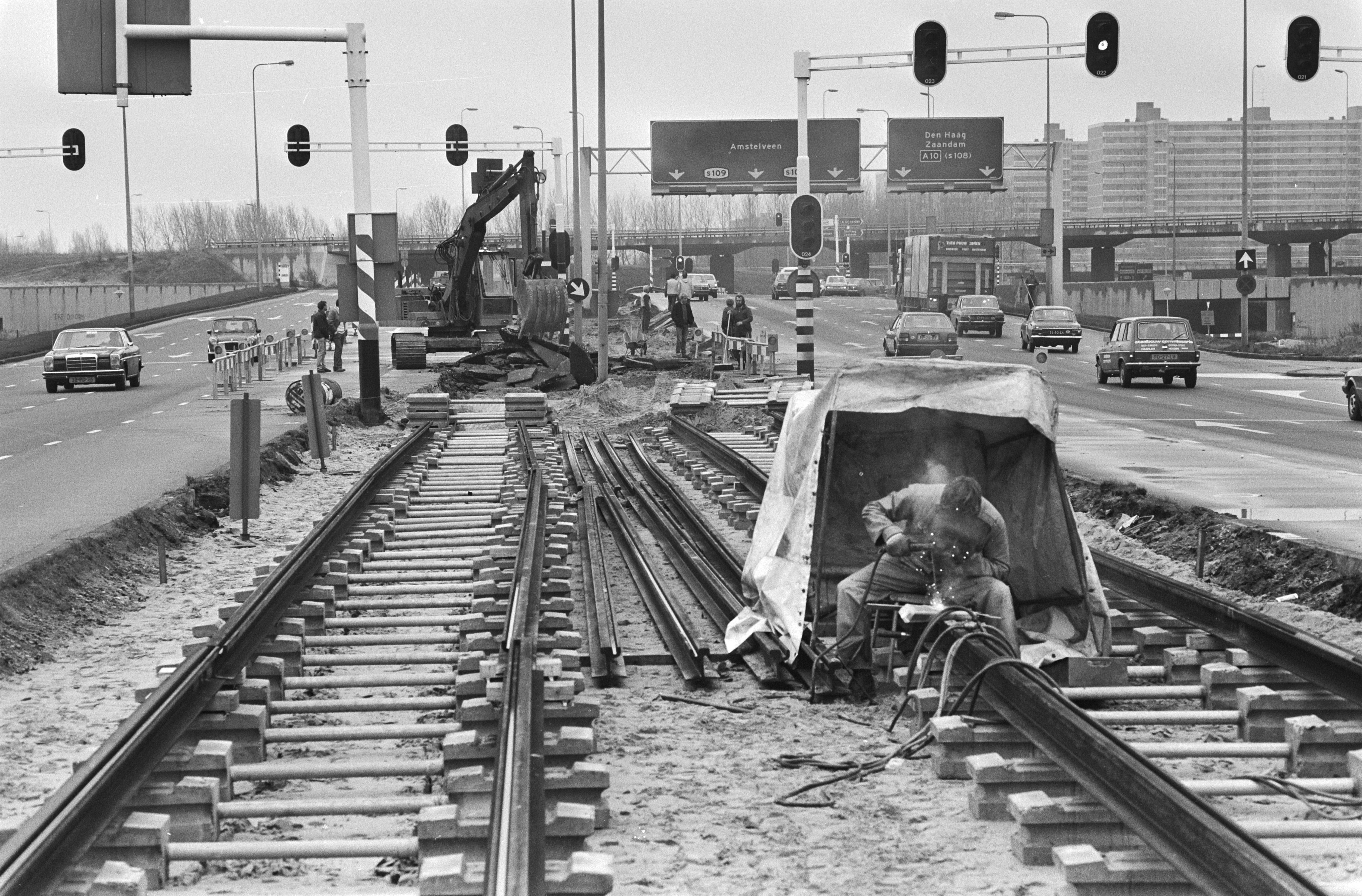
Tram 4 wordt doorgetrokken naar Station RAI (november 1980)
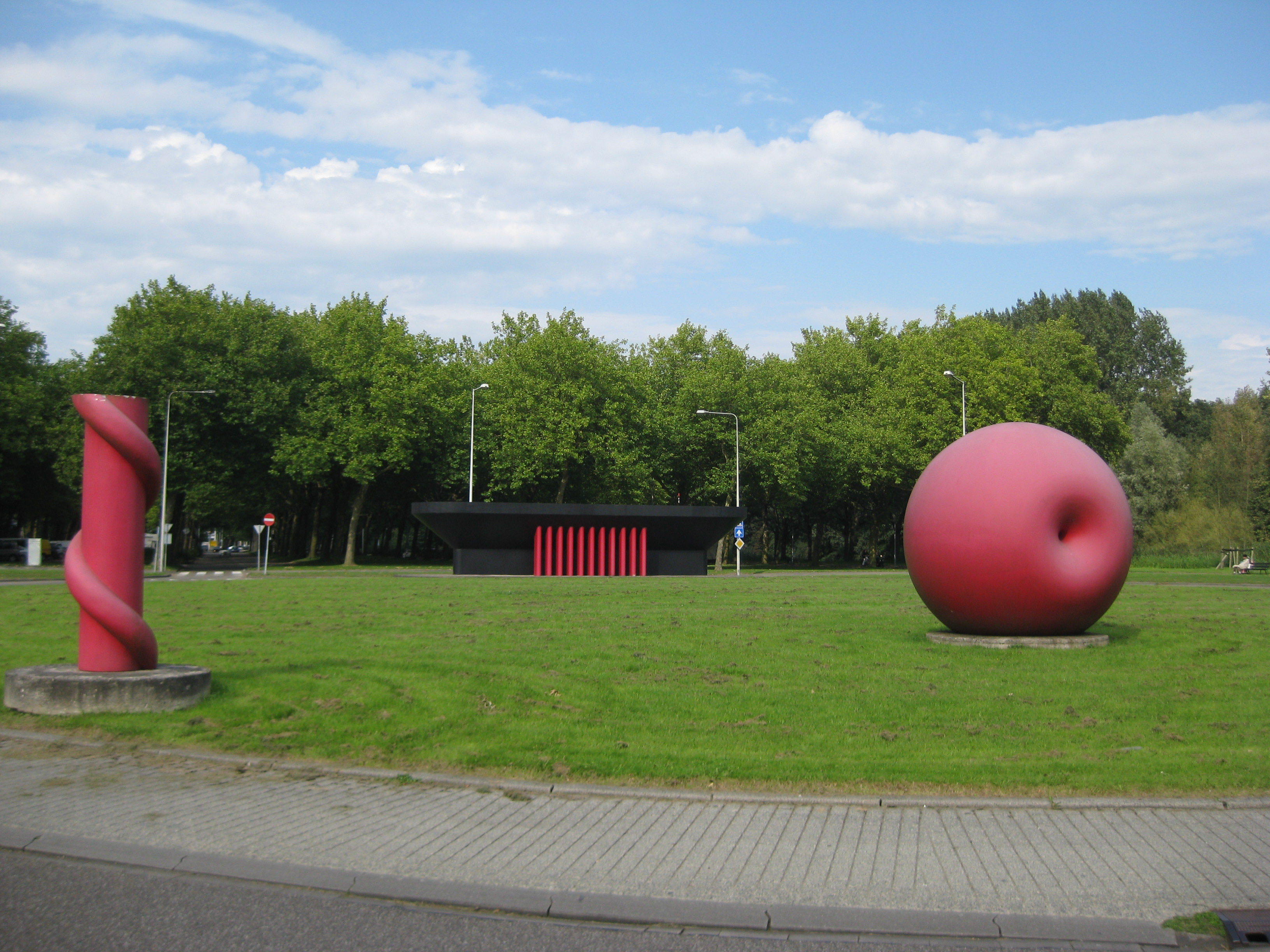
Kunstwerk op rotonde ten hoogte van Van Boshuizenstraat, door Alfred Eikelenboom (september 2011)
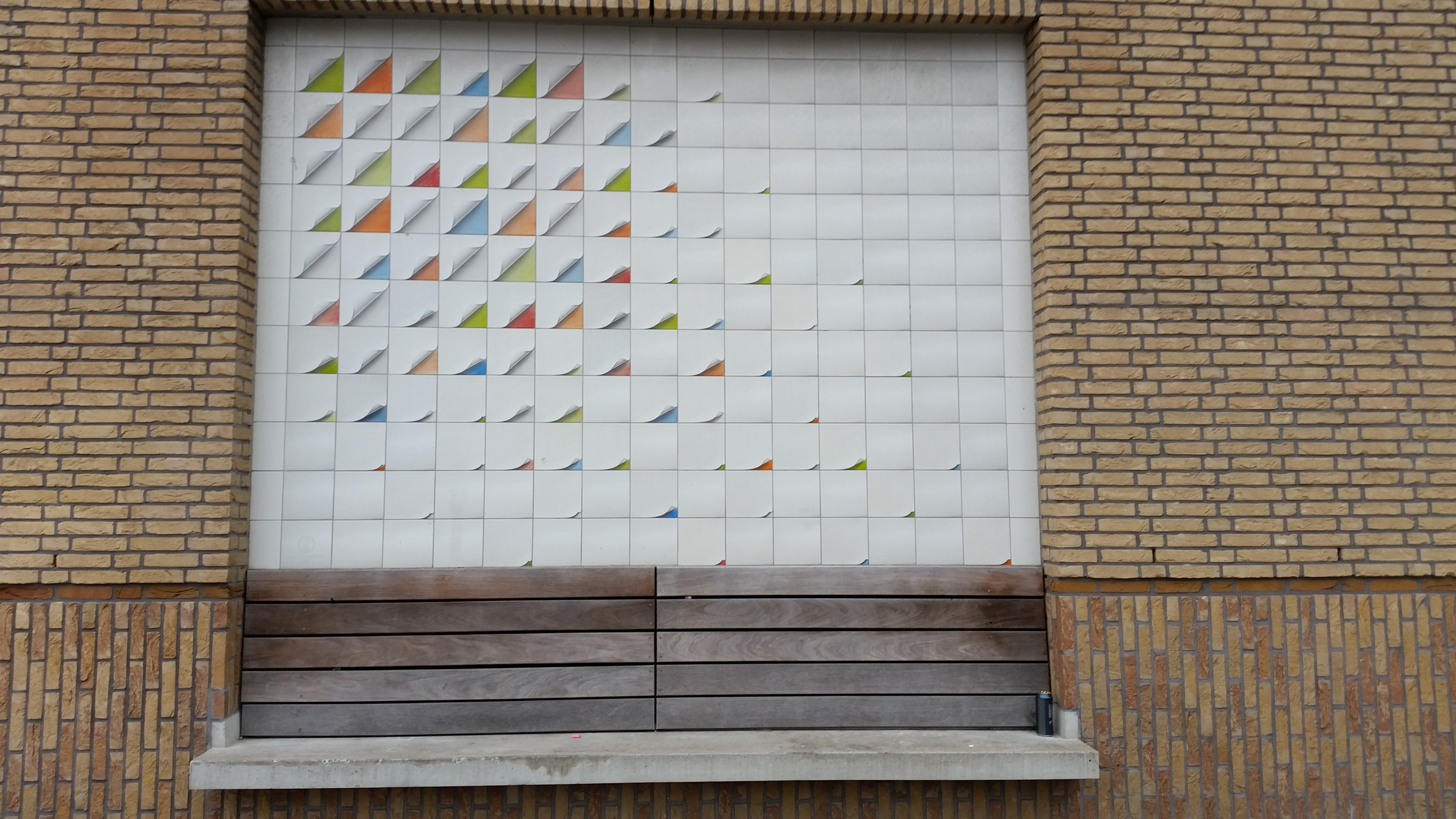
Tegeltableau Flow van Olav Slingerland in wand ROCC (oktober 2018)
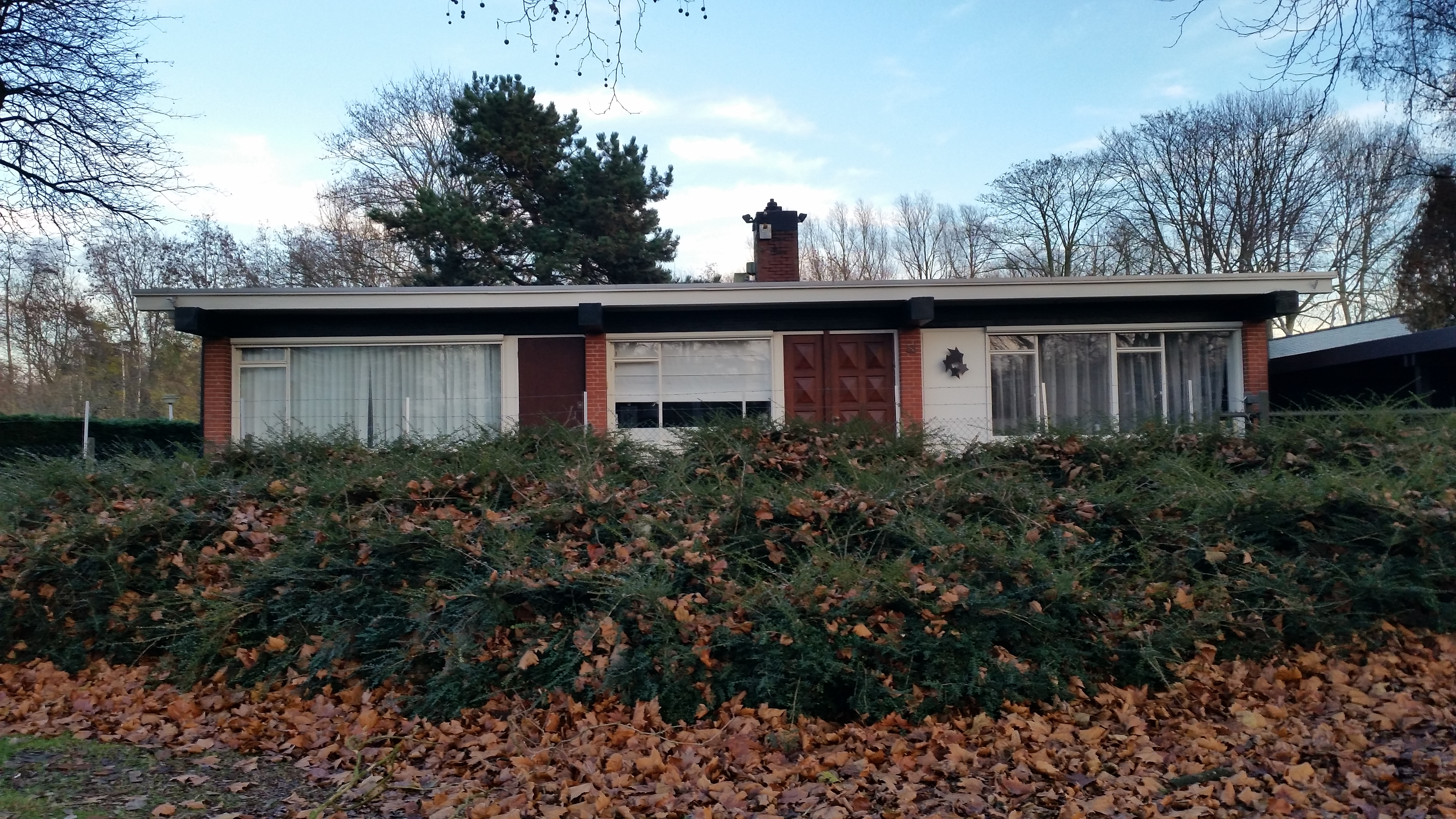
Villa van Marius Duintjer op nummer 55 (november 2018)